# Pietro Cipriani
Pietro Cipriani (San Piero a Sieve, 10 dicembre 1810 – Firenze, 4 aprile 1887) è stato un politico e medico italiano.

## Biografia

### Famiglia e formazione
Pietro Cipriani nacque a San Piero a Sieve, in provincia di Firenze, da Antonio e Caterina Bini. Fu probabilmente il primo di tre figli (si menzionano una sorella, Vittoria, e un fratello di nome Luigi). Appartenne ad un ramo della nobile famiglia Cipriani di origine fiorentina, poi diramatasi in Corsica, che emigrò segretamente in Toscana alcuni decenni prima della nascita di Pietro per motivazioni politiche a causa della partecipazione del padre Antonio ad una congiura. 
Conseguì la licenza liceale a Firenze e si laureò in medicina presso l'Università di Pisa nel 1832. Raggiunto il titolo universitario, si trasferì nuovamente a Firenze dove continuò gli studi e la pratica presso la locale scuola di medicina fino al 1834, anno in cui ottenne la “Matricola di Libero esercizio” dal Collegio Medico Fiorentino.

### Medico e docente universitario
Distintosi subito per ingegno e dedizione allo studio, Pietro Cipriani iniziò immediatamente l'attività professionale come medico astante presso l'Arcispedale fiorentino di Santa Maria Nuova.. Nel settembre 1835, a seguito dello scoppio di un'epidemia di colera a Livorno, venne inviato a dirigere l'Ospedale dei Colerosi. Successivamente, nel novembre dello stesso anno, ricevette la nomina di Aiuto presso la cattedra di Clinica Generale Medica della sezione universitaria dell'Arcispedale, il cui titolare di cattedra era all'epoca Maurizio Bufalini. Bufalini decise, in seguito, di separare dalla sua cattedra quella di Clinica e trattamento delle Malattie Cutanee che fu affidata al Professor Cipriani nel novembre 1840. Prima di accettare l'incarico, Cipriani compì un periodo di perfezionamento presso alcune università straniere: nel 1840 soggiornò presso alcuni atenei tedeschi e nel 1842 frequentò esclusivamente la Clinica delle Malattie Cutanee presso l'Università di Parigi. Questi viaggi, oltre ad avere lo scopo primario di aggiornamento, crearono l'occasione per intrattenere contatti con i colleghi della sua disciplina. Nel settembre del 1841 partecipò attivamente alla III Riunione degli Scienziati Italiani a Firenze come membro della Commissione che illustrò la definizione, la possibile applicazione e lo scopo (capire le cause di una malattia e la sua migliore cura) della statistica medica:
Nel novembre dello stesso anno gli fu affidato l'incarico di Soprintendente dell'Arcispedale di Santa Maria Nuova e nel biennio 1854-55 la “Direzione di tutti gli Spedali aperti a Firenze e nei suburbj” per l'epidemia di colera.
Verso la fine del 1859 Maurizio Bufalini decise di lasciare la cattedra di clinica generale medica, designando come suo successore Carlo Ghiozzi. Quest'ultimo però, a causa della balbuzie che lo affliggeva e la poca inclinazione a tenere discorsi accademici in pubblico, si licenziò dopo breve tempo. Nel mese di dicembre Cipriani, forse avvantaggiato da maggiori appoggi presso gli amministratori dell'Arcispedale rispetto ad altri suoi colleghi, lasciò l'incarico di Soprintendente e fu promosso cattedratico di Clinica Generale Medica della stessa struttura, incarico che manterrà per ventuno anni, fino al 1880. Le sue lezioni, come riferisce lo stesso professore in un manoscritto, furono molto frequentate da studenti di diversi Stati italiani poiché la sua era l'unica scuola in cui vi era anche un insegnamento clinico nella sua materia. Una singolare caratteristica di Pietro Cipriani fu di quella di avere avuto un'importantissima vita professionale e successivamente politica, ma di non aver mai rese concrete le sue esperienze in libri o pubblicazioni in nessuno dei due ambiti. Vi sono però numerosi manoscritti: lezioni universitarie, discorsi accademici, appunti su argomenti di interesse personale, proposte di legge e corrispondenze con parenti e colleghi. Parte di questi scritti sono conservati dai diretti eredi, altri si trovano presso la biblioteca dell'Università degli studi di Firenze.

### Attività libero professionale
Pietro Cipriani, oltre all'attività clinica e didattica, esercitò per lunghi anni anche la libera professione con soddisfazione economica ed una clientela selezionata e numerosa in cui figuravano: esponenti della nobiltà e borghesia fiorentina, personaggi importanti di altre parti d'Italia, stranieri residenti in Toscana o provenienti da paesi fuori dai confini Nazionali, pur non escludendo pazienti provenienti dai ceti meno abbienti. Per i suoi studi si guadagnò la fama di valente medico tanto da essere consultato frequentemente sulle malattie gravi.
Tra le sue carte è stato trovato un elenco di pazienti da lui visitati nel periodo della sua maggiore attività professionale (1849-1869): si contano 127 clienti; l'età dei pazienti non viene specificata, ma presumibilmente la clientela abituale del dottore era composta da adulti; dividendoli per provenienza geografica si contano 29 residenti a Firenze, 11 residenti nel territorio del Granducato di Toscana, 35 provenienti da altri Stati Italiani, 16 residenti al di fuori di questi e di 36 non viene specificata la residenza; dividendoli per classe sociale si contano: 47 nobili, 9 laureati e liberi professionisti, 2 politici, 3 burocrati di grado elevato e dei rimanenti 66 non viene specificato.
La maggioranza della clientela si recava direttamente presso lo studio, anche se non si esclude una certa percentuale di visite a domicilio. Le notazioni diagnostiche sono scarse e sono presenti solo per una minoranza dei pazienti. 
Molti nomi sono accompagnati dall'indicazione di legami di parentela nei confronti di personaggi illustri conosciuti dal dottore (per esempio la famiglia Bonaparte) o dall'indicazione dell'intercessione per ottenere da lui la visita.
Nel suo complesso, questo elenco sembra più obbedire a criteri di pubbliche relazioni che ad esigenze mediche.

### Il colera
Il colera ha rappresentato per tutto l'Ottocento e fino agli inizi del Novecento un vero flagello per gran parte dell'Europa, costituendo per le popolazioni e i governi una vera e propria emergenza sanitaria.
Nei mesi di settembre-ottobre del 1835, Pietro Cipriani fu inviato a Livorno per assistere i malati colpiti dal colera nelle strutture di ricovero loro destinate. Qui svolse l'incarico con impegno tale da meritarsi al rientro la medaglia d'oro da parte del governo Granducale.
Tra le molte carte manoscritte lasciate da Cipriani al momento della sua morte ve ne sono alcune sull'epidemia di colera che colpì il Granducato di Toscana nel 1835-1837: esse consistono in una relazione manoscritta e in diciassette lettere indirizzate al fratello. Il manoscritto termina riportando il luogo e il nome dell'ospedale in cui ha prestato servizio (Livorno, Ospedale di S. Jacopo, oggi incluso nell'Accademia navale) e una data (20 ottobre 1835). 
La sua relazione è molto dettagliata e si sofferma nell'analisi soprattutto sugli aspetti sintomatologici del colera e sui risultati delle terapie (con annotazioni statistiche). Espone anche qualche sua considerazione personale sulle possibili cause della malattia (la paragona ad un potente veleno capace di provocare dapprima una forte irritazione, con prevalenza di fenomeni flogistici, e dopo una grande depressione del sistema nervoso) e manifesta il suo sconforto nel vedere tanti suoi pazienti soccombere nonostante le cure.
Cipriani individua quattro stadi della malattia: 
- Primo stadio: incubazione.[19]
- Secondo stadio diviso in: completo, caratterizzato da disturbi dispeptici, facies smarrita, crampi muscolari, polso piccolo e frequente; incompleto, caratterizzato da sintomi aggiuntivi quali, per esempio, la diminuzione della forza contrattile del cuore, difficoltà respiratorie, sudore freddo e contrazioni spasmodiche degli arti.[19]
- Terzo stadio: fase algida, caratterizzata dalla completa manifestazione dei sintomi della malattia fino al raggiungimento di un aspetto cadaverico, con possibilità di exitus.[19]
- Quarto stadio: fase della reazione, in cui vi è una rapida risoluzione dei sintomi.[19]

Nel 1849, in occasione di una nuova epidemia di colera fu mandato a Portoferraio nell'Isola d'Elba per assumere la direzione dei Lazzaretti dei Cholerosi.
Infine nell'epidemia del 1854-1855, portata da due bastimenti napoletani, ottenne la direzione di tutti gli ospedali di Firenze attivi durante il contagio.

### Carriera politica
Pietro Cipriani partecipò attivamente durante la seconda guerra d'indipendenza alla battaglia di Solferino e San Martino (24 giugno 1859), migliorando il servizio sanitario militare ed assicurando assistenza medica ai feriti e agli alleati. Il suo rigore professionale, le cure prestate all'esercito francese e le conoscenze con la famiglia Bonaparte gli verranno riconosciute da Napoleone III con la concessione, nel 1860, del titolo di Cavaliere della Legion d'onore.
Il 1869 fu l'anno della sua ascesa come medico e come politico: emerso come erede di Esculapio, egli ebbe la sua consacrazione curando il Re Vittorio Emanuele II dalla polmonite, complicata da miliare e febbre malarica, che aveva colpito il Sovrano nella sua tenuta di San Rossore.
(Filippo Parlatore)
Proprio per questa cura Cipriani fu nominato medico di corte e l'anno successivo, il 6 febbraio 1870, senatore del Regno
 Sebbene fosse favorevole al Regno di Casa Savoia, egli ne biasimò spesso i mezzi disonesti adoperati, soprattutto in occasione della Presa di Roma, in quanto riteneva che l'onestà e la rettitudine non dovessero essere separate in nome del paese.

### Vita privata
Sposò in età avanzata la nipote Costanza Frilli, di cui rimase vedovo poco dopo la nascita della figlia Maria (1877). Ebbe una vita familiare breve ma intensa, e si circondò di una notevole quantità di ricordi della moglie e della figlia nelle case dove visse.
Oltre che medico, professore e uomo politico, Pietro Cipriani fu anche mecenate e ospitò molti giovani talenti presso la sua villa neogotica a Vespignano (patria anche di Giotto).

### Rapporti con la famiglia Bonaparte
Entrambe le famiglie, Cipriani e Bonaparte, risiedettero inizialmente in Corsica fino al 1793, anno in cui gli inglesi conquistarono l'isola. In quell'anno la madre di Napoleone si trasferì a Marsiglia con i figli rimasti presso di lei mentre la famiglia Cipriani, poiché Antonio Cipriani, padre di Pietro, aveva partecipato a una cospirazione volta a cacciare gli invasori ed era stato scoperto, furono costretti a fuggire di nascosto verso la Toscana. Un fratello di Antonio Cipriani rimase in Corsica finché non tornò di nuovo un possedimento francese e, dopo l'ascesa al potere di Napoleone Bonaparte, ne divenne fedele maggiordomo. In realtà, sembra che questo Cipriani fosse in contatto con la famiglia Bonaparte fin dall'infanzia e, una volta al suo servizio, avesse lavorato per il controspionaggio francese collaborando in Italia con Antoine Christophe Saliceti. Continuò quest' attività anche in Francia sotto la copertura del mestiere di cameriere. Lo stretto legame di questo Cipriani con la famiglia Bonaparte è dimostrato anche dal fatto che i suoi figli vissero presso parenti dell'imperatore, dopo la sua caduta, fino al loro trasferimento a Roma nel 1821. Pietro Cipriani mostrava un certo interesse per i Bonaparte tanto da annotare i legami di famiglia, qualora ve ne fossero, dei suoi pazienti con questa dinastia.

### Monumenti, ricordi e riconoscimenti
La via presso cui ebbe la sua dimora principale a Firenze, Via Bufalini 29, oggi porta il suo nome.
Un busto marmoreo custodito nel Cimitero monumentale delle "Porte Sante" presso l'abbazia di San Miniato al Monte (Firenze).
Alla sua morte lasciò in eredità la parte medica della sua biblioteca alla libreria dell'Arcispedale di Santa Maria Nuova e istituì una borsa di studio da assegnarsi con cadenza triennale ad un giovane laureato in medicina che volesse perfezionarsi "nella specialità delle malattie cutanee e sifilitiche" per il periodo di un anno in qualche università straniera o italiana.
Il 16 aprile 1887, la prestigiosa rivista medica inglese “Lancet” aveva iniziato il lungo necrologio dedicato al medico Toscano affermando